# Caius Atilius Regulus Serranus
Pour les articles homonymes, voir Atilius Regulus.
Caius Atilius Regulus Serranus est un homme politique de la République romaine de la gens Atilia originaire de Campanie. Il est le fils de Marcus Atilius et le petit-fils de Marcus Atilius, et le frère ou le cousin du célèbre Regulus. Valère Maxime fait venir son cognomen Serranus du verbe serere (semer), car il aurait reçu sa nomination comme consul pendant qu'il semait sur ses terres. Toutefois, on trouve la graphie Saranus sur des monnaies romaines qui serait plus probablement l'indication de provenance de la cité de Saranum en Ombrie.

## Biographie
En 257 av. J.-C., il est consul avec Cnaeus Cornelius Blasio, durant la première guerre punique. Atilius rencontre une flotte carthaginoise près de Tyndaris, perd son avant-garde de dix navires mais parvient à forcer les navires carthaginois à se replier vers les îles Lipari.
En 250 av. J.-C., il est consul avec Lucius Manlius Vulso Longus. Par une action coordonnée de la flotte et de l'armée à terre, ils établissent le siège de Lilybée, port stratégique de la côte ouest de Sicile tenu par les Carthaginois, mais la résistance de la garnison carthaginoise parvient à les tenir en échec. Ce siège durera plusieurs années, et dépasse donc la durée de leur consulat.